# إلياس سركيس
إلياس سركيس (20 يوليو 1924 - 27 يونيو 1985)، رئيس الجمهورية اللبنانية من 23 سبتمبر 1976 إلى 22 سبتمبر 1982.
تخرج سركيس من كلية الحقوق عام 1948، وعين مديرًا للقضاة في القصر الجمهوري في عام 1958 بأمر من الرئيس فؤاد شهاب. في عام 1968 عين مديرًا للبنك المركزي اللبناني. رشح إلياس سركيس نفسه للانتخابات الرئاسية عام 1970، إلا أنه خسرها بفارق صوت واحد عن المرشح الآخر سليمان فرنجيّة، اقترع كمال جنبلاط بالصوت الذي رجح كفة فرنجيّة، وهو قرار ندم عليه جنبلاط بعد سنوات قليلة.
مع اشتعال نار الحرب الأهلية اللبنانية، فاز بالانتخابات الرئاسية اللبنانية في 8 مايو 1976 في خضم الحرب الأهلية اللبنانية وكان الهدف من انتخابة بفترة قبل تسلمة للسلطة هو الخوف من عدم الاتفاق بالفترة الدستورية لانتخاب رئيس آخر خلفاً للرئيس فرنجية، وقبل أنتهاء فترته الرئاسية وقعت أحداث غزو لبنان 1982، توفي في عام 1985 عن عمر يناهز 61 عاماً في سويسرا، ولم يتزوج طيلة حياته.

## روابط خارجية
- إلياس سركيس على موقع أرشيف الشارخ.
- إلياس سركيس على موقع الموسوعة البريطانية (الإنجليزية)
- إلياس سركيس على موقع مونزينجر (الألمانية)

| المناصب السياسية   | المناصب السياسية                     | المناصب السياسية                       |
| ------------------ | ------------------------------------ | -------------------------------------- |
| سبقه سليمان فرنجيّة | رئيس الجمهورية اللبنانية 1976 - 1982 | تبعه بشير الجميّل(لم يتسلم) أمين الجميّل |